# Zbiornik ciśnieniowy reaktora jądrowego
Zbiornik ciśnieniowy reaktora jądrowego – grubościenny zbiornik ciśnieniowy, w którym znajduje się rdzeń reaktora jądrowego, czyli zespoły elementów (kasety) paliwowych zawierających materiał rozszczepialny, a także pręty kontrolne i sterujące. Podstawowy element reaktora jądrowego o konstrukcji zbiornikowej (PWR, BWR), który nie występuje w reaktorach typu kanałowego (CANDU, RBMK). Stanowi jedną z osłon bezpieczeństwa w elektrowniach jądrowych.
Rdzeń w zbiorniku osłonięty jest zwykle moderatorem hamującym neutrony i osłoną termiczną, ochraniającą zbiornik przed promieniowaniem gamma i bezpośrednim oddziaływaniem ciepła emitowanego przez rdzeń. Zbiornik ma wloty i wyloty czynnika chłodzącego rdzeń. Znajdują się w nim również elementy mechaniczne utrzymujące rdzeń we właściwym położeniu, instrumenty pomiarowe i oprzyrządowanie, elementy układu wymiany paliwa.

## Rozmiary i budowa
Wielkość zbiornika zależy od przyjętego układu konstrukcyjnego reaktora, który może być zintegrowany lub niezintegrowany (pętlowy). W tym pierwszym cały obieg pierwotny umieszczony jest w zbiorniku ciśnieniowym reaktora.  Zbiornik ciśnieniowy współczesnych reaktorów typu PWR (konstrukcja pętlowa) mają kilkanaście metrów wysokości i kilka metrów średnicy, przy masie kilkuset ton. Wykonane są ze stali ferrytowej lub stopowej o grubości kilkunastu centymetrów, gdyż pracuje pod ciśnieniem rzędu kilkunastu MPa. Wewnątrz wykładany jest stalą nierdzewną.
Podczas pracy zbiornik musi być zawsze utrzymywany w odpowiedniej temperaturze, odpowiadającej temperaturze kruchości. Przy początku eksploatacji wynosi ona około 80 °C, ale pod wpływem promieniowania neutronowego z czasem wzrasta do 130 °C. Jest to jedno z ograniczeń eksploatacyjnych zbiornika. Czas jego eksploatacji wynika z otrzymanych dawek promieniowania i historii zmian ciśnienia i temperatury.

## Wytwarzanie
Wykonanie tak dużej jednolitej konstrukcji stalowej jest procesem trudnym technologicznie, do czego zdolne jest tylko kilka krajów na świecie (USA, Francja, Chiny, Japonia). Niegdyś były one wykonywane przez spawanie wzdłuż stalowych płyt giętych. Ponieważ produkt taki był narażony na pękanie ścian, obecnie powszechniej stosuje się spawanie obwodowe odkuwanych pierścieni. Masa odlewów wynosi około 500 ton, która po odkuciu spada do około 200 ton. Z metod produkcji wynikają ograniczenia wielkości zbiorników i tym samym mocy reaktorów.